# Nicolas Souvage
Nicolas Souvage, (andere Schreibweise: Nicolas Sauvage) war ein aus Amiens stammender Pferdehändler in Paris, der ab 1662 Kutschen vermietete. Außerdem platzierte er angespannte Wagen mit Kutscher an verschiedenen Orten. Nicolas Souvage war demnach der Begründer des Taxiwesens. Seine Wagen wurden als Fiaker bezeichnet. Die Bezeichnung stammt vermutlich von dem Hôtel Saint Fiacre in Paris, vor dem die Wagen aufgestellt waren.